# John Ripard
John Ripard (ur. 7 marca 1930) – maltański żeglarz sportowy, uczestnik Letnich Igrzysk Olimpijskich 1960.
Na tych igrzyskach startował w klasie Star wraz ze swoim bratem Paulem. Dla swojej drużyny przyjęli nazwę Merope. Po ponad tygodniu zmagań uzyskali łącznie 1173 punkty, co dało im przedostatnie 25. miejsce. Wyprzedzili tylko parę z Japonii. Najlepszy wynik w poszczególnych wyścigach osiągnęli w ostatnim siódmym, w którym zdobyli 370 punktów za 14. miejsce.

## Wyniki olimpijskie
| Igrzyska | Konkurencja | Partner     | 1   | 2   | 3   | 4   | 5       | 6         | 7   | Łącznie | Pozycja    | Źródło |
| -------- | ----------- | ----------- | --- | --- | --- | --- | ------- | --------- | --- | ------- | ---------- | ------ |
| IO 1960  | Klasa Star  | Paul Ripard | 136 | 215 | 136 | 215 | DSQ (0) | DNF (101) | 370 | 1173    | 25 (na 26) | [ 1 ]  |